# 第21回ロサンゼルス映画批評家協会賞
第21回ロサンゼルス映画批評家協会賞は、ロサンゼルス映画批評家協会によって1995年の映画に贈られた映画賞である。

## 受賞
- 主演男優賞: 
  - ニコラス・ケイジ – 『リービング・ラスベガス』

- 主演女優賞:
  - エリザベス・シュー – 『リービング・ラスベガス』

- 撮影賞:
  - リュイ・ラー - 『上海ルージュ』

- 監督賞: 
  - マイク・フィギス - 『リービング・ラスベガス』

- ドキュメンタリー賞: 
  - 『クラム』

- 作品賞:
  - 『リービング・ラスベガス』

- 外国映画賞:
  - 『野性の葦』 ( フランス)

- アニメ映画賞:
  - 『トイ・ストーリー』

- 音楽賞: 
  - パトリック・ドイル - 『リトル・プリンセス』

- 美術賞:
  - ボー・ウェルチ - 『リトル・プリンセス』

- 脚本賞:
  - 『いつか晴れた日に』 - エマ・トンプソン

- 助演男優賞: 
  - ドン・チードル - 『青いドレスの女』

- 助演女優賞: 
  - ジョーン・アレン - 『ニクソン』

- 生涯功労賞:
  - アンドレ・ド・トス

- ニュー・ジェネレーション賞
  - アルフォンソ・キュアロン - 『リトル・プリンセス』